# Whatchulookinat
"Whatchulookinat" é uma canção da cantora norte-americana Whitney Houston, tirada do seu quinto álbum de estúdio, Just Whitney... (2001). Foi lançada como o primeiro single do álbum em 17 de Setembro de 2002 nos Estados Unidos pela editora discográfica Arista Records. Foi escrita pela cantora, Andre Lewis, Tammie Harris, Jerry Muhammad, e produzida pelo seu então esposo Bobby Brown e por Muhammad 2G. A canção tem vários remixes feitos por colegas cantores e produtores bem conhecidos como Thunderpuss, Full Intention, Junior Vasquez, Peter Rauhofer, Razor 'N Guido e P. Diddy.
"Whatchulookinat" foi mal recebida pelos críticos de música contemporânea, com muitos dizendo que Houston parecia uma miúda mimada se queixando. Teve o seu pico na nonagésima sexta posição da tabela de singles americana Billboard Hot 100 e no topo da Hot Dance Club Songs, também publicada pela revista Billboard.

## Créditos
Créditos adaptados do encarte do álbum Just Whitney... e do sítio Allmusic.
- Whitney Houston — composição, vocais principais, vocais de apoio, arranjo vocal
- Andre Lewis — composição
- Tammie Harris — composição
- Jerry Muhammad — composição
- Bobby Brown — produção
- Muhammad 2G — produção
- Kevin "KD" Davis — mistura
- Gary Houston — vocais de apoio

## Desempenho nas tabelas musicais
| País — Tabela musical (2002)                                 | Posição de pico |
| ------------------------------------------------------------ | --------------- |
| Áustria — Ö3 Austria Top 40                                  | 53              |
| Bélgica (Flandres) — Ultratop 50                             | 48              |
| Bélgica (Valónia) — Ultratop 40                              | 6               |
| Canadá — Canadian Hot 100                                    | 3               |
| Dinamarca — Hitlisten                                        | 12              |
| França}} — Syndicat National de l'Édition Phonographique     | 65              |
| Alemanha — Media Control Charts                              | 47              |
| Itália — FIMI                                                | 17              |
| Países Baixos — Dutch Top 40)                                | 29              |
| Espanha — AFYVE                                              | 6               |
| Suécia — Sverigetopplistan                                   | 29              |
| Suíça — Schweizer Hitparade                                  | 22              |
| Reino Unido — UK Singles Chart (The Official Charts Company) | 13              |
| Estados Unidos — Billboard Hot 100                           | 96              |
| Estados Unidos — R&B/Hip-Hop Songs                           | 75              |
| Estados Unidos — Dance/Club-Play Singles                     | 1               |

Tabelas de fim-de-ano
| País — Tabela musical (2002)             | Posição |
| ---------------------------------------- | ------- |
| Estados Unidos — Dance/Club-Play Singles | 20      |